# Kuku (danie)

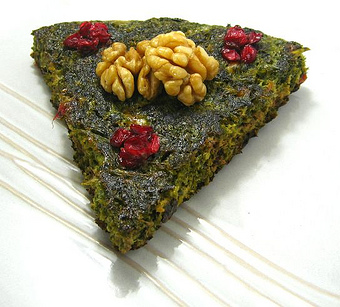
Kuku Sabzi z ziołami, przybrane owocami berberysu i orzechami włoskimi

Kuku (fa. کوکو) – danie kuchni perskiej podobne do włoskiej frittaty lub omletu. W Iranie popularnych jest wiele rodzajów kuku, doprawionych różnymi dodatkami np. kuku sabzi (zielone kuku) z mieszanką różnych ziół (szczypiorek, cebula dymka, kolendra, koper, kozieradka).